# Bifaxaria multicostata
Bifaxaria multicostata är en mossdjursart som beskrevs av Gordon 1993. Bifaxaria multicostata ingår i släktet Bifaxaria och familjen Bifaxariidae. Inga underarter finns listade i Catalogue of Life.